# Saint-Vivien-de-Blaye
Saint-Vivien-de-Blaye település Franciaországban, Gironde megyében. Lakosainak száma 359 fő (2022. január 1.). Saint-Vivien-de-Blaye Saint-Christoly-de-Blaye, Pugnac, Civrac-de-Blaye és Teuillac községekkel határos.

## Népesség
A település népessége az elmúlt években az alábbi módon változott:
| Lakosok száma | 268  | 307  | 306  | 323  | 388  | 382  | 356  | 354  | 363  | 359  |
|               | 1968 | 1982 | 1990 | 2006 | 2013 | 2015 | 2017 | 2019 | 2020 | 2022 |